# Abadiânia (kommun)
Abadiânia är en kommun i Brasilien.   Den ligger i delstaten Goiás, i den sydöstra delen av landet, 90 km sydväst om huvudstaden Brasília. Antalet invånare är 15 752.
Följande samhällen finns i Abadiânia:
- Abadiânia

Omgivningarna runt Abadiânia är huvudsakligen savann. Runt Abadiânia är det glesbefolkat, med 14 invånare per kvadratkilometer.